# 音樂節目
音樂節目是指以音樂為主要內容的廣播、電視、網路節目。職業歌手的现场演唱、收听排行榜、音樂錄影帶、素人選秀、聽眾點播等節目形式均可視為音樂節目。音樂節目長期在電視節目产业佔據重要地位。但在1980年代後，受到MTV的普及，以及更易得知音樂排行榜等變化的影響，音樂節目已经逐漸在無線電視上減少。

## 例子
- 音乐驿站
- 音乐银行
- 音乐集市
- 音乐之日
- 音乐中心
- 人气歌谣
- 劲歌金曲
- 火曜曲
- Chill Club